# Movimento Cristiano-Democratico (Slovacchia)
Il Movimento Cristiano-Democratico  (in slovacco: Kresťanskodemokratické hnutie - KDH) è un partito politico slovacco di orientamento social-conservatore e cristiano democratico fondato nel 1990.

## Storia
Il partito si è affermato nel 1990 su iniziativa, tra gli altri, di Ján Čarnogurský, che ne è stato il leader fino al 2002. Čarnogurský, come molti altri esponenti del partito, aveva preso parte all'opposizione al regime comunista, crollato nel 1989. Infatti, dall'agosto al dicembre del 1989 fu anche imprigionato quale oppositore politico. Il KDH è un partito cristiano democratico moderato, divenuto membro del Partito Popolare Europeo.
Alle prime elezioni libere del 1990 il KDH ottenne il 19,2% dei voti, conquistò 31 seggi ed entrò a far parte del governo guidato da Vladimír Mečiar. Le divisioni interne al partito di Mečiar, l'HZDS, fecero cadere il governo e Čarnogurský venne nominato primo ministro. Dopo le elezioni del 1992 Mečiar condusse l'HZDS nuovamente al governo, questa volta con il sostegno dei nazionalisti, ed il KDH passò all'opposizione (8,9% dei voti).
Le elezioni del 1994 videro un leggero aumento dei consensi del partito che passò al 10,1%, ma rimase all'opposizione. Nel 1998, il KDH prese parte alla Coalizione Democratica Slovacca (KDS), composta, oltre che dai democristiani, anche da Unione Democratica, Partito Democratico, Partito Social Democratico di Slovacchia, Partito verde in Slovacchia. La Coalizione ottenne il 26,3% dei voti e scalzò l'HDZS dal governo. Čarnogurský venne nominato ministro della giustizia.
Alle elezioni parlamentari del 2002, il KDH partecipò autonomamente, ottenne l'8,3% dei voti e 15 seggi. Entrò a far parte del governo di centro-destra insieme all'Unione Cristiana e Democratica Slovacca, Partito della Coalizione Ungherese, ANO. Alle elezioni parlamentari del 2006, il KDH ha confermato i risultati delle elezioni precedenti, il crollo dei liberali di ANO ha reso impossibile la riproposizione del governo uscente, che è stato sostituito da un'insolita alleanza Smer-SNS-HZDS. Anche alle elezioni parlamentari del 2010 il partito ha ottenuto l'8,5% dei consensi, mantenendo i suoi 15 seggi.

## Risultati elettorali
| Elezione          | Voti    | %     | Seggi    | Posizione               |
| ----------------- | ------- | ----- | -------- | ----------------------- |
| Parlamentari 1990 | 648.782 | 19,21 | 31 / 150 | Maggioranza             |
| Parlamentari 1992 | 273.945 | 8,89  | 23 / 150 | Maggioranza Opposizione |
| Parlamentari 1994 | 289.987 | 10,08 | 17 / 150 | Opposizione             |
| Parlamentari 1998 | 884.497 | 26,33 | 42 / 150 | Maggioranza             |
| Parlamentari 2002 | 237.202 | 8,25  | 15 / 150 | Maggioranza             |
| Parlamentari 2006 | 191.443 | 8,31  | 14 / 150 | Opposizione             |
| Parlamentari 2010 | 215.755 | 8,53  | 15 / 150 | Maggioranza             |
| Parlamentari 2012 | 225.361 | 8,82  | 16 / 150 | Opposizione             |
| Parlamentari 2016 | 128.908 | 4,94  | 0 / 150  | extraparlamentare       |
| Parlamentari 2020 | 134.099 | 4,65  | 0 / 150  | Maggioranza             |
| Parlamentari 2023 | 202.515 | 6,82  | 12 / 150 | Opposizione             |
| 1.                |         |       |          |                         |

Europee:
| Elezione     | Voti    | %     | Seggi  |
| ------------ | ------- | ----- | ------ |
| Europee 2004 | 113.655 | 16,20 | 3 / 14 |
| Europee 2009 | 89.905  | 10,87 | 2 / 13 |
| Europee 2014 | 74.108  | 13,21 | 2 / 13 |
| Europee 2019 | 95.588  | 9,69  | 1 / 13 |
| Europee 2024 | 105 602 | 7,14  | 1 / 15 |